# Pedro Ivanovich Izmaylov
Pedro Ivanovich Izmaylov o Пётр Ива́нович Изма́йлов (13 de noviembre de 1724 — 4 de marzo de 1807) — oficial de guardia, conocido por su dedicación a Pedro III. El era hijo del general teniente I. P. Izmaylov, y tío del escritor V. V. Измайлов.

## Biografía
Durante el golpe de estado palaciego de 1762 la familia Izmaylov figuraban en las filas de devotos de Pedro III y gozaban de su especial confianza. Al enterarse de los planes de derrocamiento del emperador, Pedro Izmaylov (entonces, capitán de la guardia del Regimiento Preobrazhenski ) dio aviso de ello a sus superiores, después de lo cual fue detenido uno de los principales conspiradores, P.B. Passek, ( el golpe de estado palaciego se encontraba al borde de la ruptura).
Ese mismo día, cuando fue detenido Pedro III, Izmaylov fue encerrado en la fortaleza (junto con el abuelo de A. S. Pushkin) y fue retirado de las listas del Regimiento Preobrazhenski. Finalmente despedido del servicio (en el rango de coronel) el día de la coronación de Catalina II de Rusia. Los siguientes 35 años vivíó sin salir de la finca Severskoe cerca de Kolomna, donde se ha conservado (aunque reformada) su casa señorial.
Después de haber subido al trono a finales de 1796, Pablo I se acordó de Izmaylov como una de las personas más fieles a su padre, y lo tomó a su servicio y le concedió directamente título de general teniente, después de doce días (5 de diciembre) le concedió el de los caballeros de san Alexander Nevsky.
En octubre de 1798 cambió el servicio militar por el civil (con el grado real de consejero secreto), poco después le pidió a Pedro III, el despido del servicio.